# A Story of the Circus
A Story of the Circus (titolo completo: Xenophon, a Story of the Circus) è un cortometraggio muto del 1912. Il nome del regista non viene riportato nei credit del film.

## Produzione
Il film fu prodotto dalla Vitagraph Company of America.

## Distribuzione
Distribuito dalla General Film Company, il film - un cortometraggio di 210 metri - uscì nelle sale cinematografiche statunitensi il 12 marzo 1912. Nel Regno Unito, venne distribuito il 6 giugno 1912 in una versione di 170 metri.
Nelle proiezioni, veniva programmato con il sistema dello split reel, accorpato in un'unica bobina con un altro cortometraggio prodotto dalla Vitagraph, la commedia The Five Senses.